# 琥珀色の日々
「琥珀色の日々」（こはくいろのひび）は、ビリーバンバンのメンバーである菅原進の7枚目のシングル。1981年6月5日にアルファレコードから発売された。

## 解説
ビリーバンバン解散後にリリースした、菅原進のソロシングル。
サントリー『トリスウイスキー』のCMソングに起用された。

## 収録曲
| 全作詞・作曲・編曲: 菅原進。 |                                      |        |            |      |
| #                            | タイトル                             | 作詞   | 作曲・編曲 | 時間 |
| 1.                           | 「琥珀色の日々」                     | 菅原進 | 菅原進     | 3:56 |
| 2.                           | 「琥珀色の日々」(インストゥメンタル) | 菅原進 | 菅原進     | 3:57 |
| 合計時間:                    | 合計時間:                            | 7:53   |            |      |

## メディアでの使用
| # | 曲名             | タイアップ                  | 出典  |
| - | ---------------- | --------------------------- | ----- |
| 1 | 「琥珀色の日々」 | トリス・ウイスキー CMソング | [ 1 ] |